# ルイージ・アルディーティ
ルイージ・アルディーティ（Luigi Arditi、1822年7月22日 - 1903年5月1日）は、イタリア、ピエモンテ州出身のヴァイオリニスト、作曲家、指揮者。

## 生涯

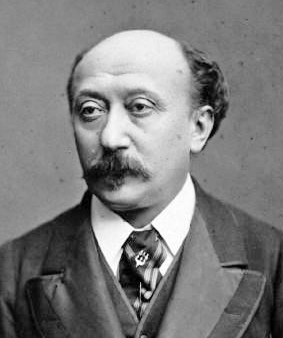
Luigi Arditi

イタリア、ピエモンテ州で生まれる。彼はヴァイオリン奏者として音楽のスタートを切り、ミラノで音楽の勉強をした。イタリア各地でオペラを上演した後、1843年までアメリカに滞在し、ニューヨーク、フィラデルフィアおよび他の都市でオペラを導いた。
その後、コンスタンチノープルへの訪問に続いて、彼はロンドンに定住することを決めた。さらに、アメリカやイタリアだけでなく、ドイツ、サンクトペテルブルク、ウィーン、マドリッドなど、ヨーロッパ各国でも活動を行った。

## 作品
歌曲
- くちづけ（Il bacio）
- 恍惚（L'estasi）